# Уиннебейго (озеро)
Уиннебейго (англ. Lake Winnebago) — озеро в штате Висконсин (США) на территории округов Кальюмет, Уиннебейго и Фон-дю-Лак. Крупнейшее озеро, полностью находящееся на территории Висконсина: площадь 557 км², длина береговой линии 142 км. Площадь водосборного бассейна 15,2 тыс. км², основные впадающие реки — Фокс и Вулф, основная вытекающая река — Фокс. Популярное место спортивной рыбалки.

## География
Озеро расположено в штате Висконсин, на территории округов Кальюмет, Уиннебейго и Фон-дю-Лак. Это крупнейшее озеро, полностью расположенное в штате Висконсин: его размеры приблизительно 48 на 16 км, длина береговой линии 142 км, а площадь, по разным данным, 534 или 557 км². Средняя глубина озера 4,7 м, максимальная 6,4 м, объём 2,63 км³. У западного берега дно изобилует отмелями и рифами, там же расположены несколько озёрных островов. На востоке преобладают обрывистые берега. Вода пресная, достаточно мутная, качество воды страдает от загрязнения нутриентами, попадающими в озеро с сельскохозяйственными стоками.
Озеро Уиннебейго, представляющее собой часть некогда намного более обширного ледникового озера Ошкош, входит в так называемый бассейн Уиннебейго вместе с меньшими по размерам озёрами Пойган и Бютт-де-Мор. Общая площадь водосборного бассейна 15,2 тыс. км², или примерно 12 % площади штата Висконсин. Основную массу воды озеро получает от двух рек — Фокс и Вулф. Сток осуществляется через реку Фокс, впадающую в залив Грин-Бей озера Мичиган. Период водообмена (время, за которое полностью сменяется вода в водоёме) — 0,6 года.
На побережье озера расположены города Ошкош, Нина, Фон-дю-Лак и ряд других населённых пунктов.

## Фауна
Уиннебейго — популярное место спортивной (в том числе подлёдной) рыбалки. Среди рыбы, водящейся в озере, — светлопёрый и канадский судаки, синежаберный солнечник, большеротый, малоротый, жёлтый и белый американский окуни, обыкновенная щука и маскинонг, налим, аплодинот, канальный и оливковый сомики. Уиннебейго считается одним из лучших в США мест для лова светлопёрого судака. В бассейне Уиннебейго обитает самая большая в Северной Америке самовоспроизводящаяся популяция озёрного осетра, насчитывающая примерно 40 тысяч самцов и 8 тысяч самок.